# Mikel Balenziaga
Mikel Balenziaga Oruesagasti (Zumarraga, 29 febbraio 1988) è un ex calciatore spagnolo, di ruolo difensore.

## Palmarès

### Club

#### Competizioni nazionali
- Supercoppa di Spagna: 2

Athletic Bilbao: 2015, 2021